# William Gretz
William Gretz (* 1852 in Stuttgart; † 1930 in Philadelphia) war ein deutscher Brauer und Mitinhaber der Tivoli Brewery in Philadelphia (ab 1909 Reiger & Gretz Brewing Company), die später als William Gretz Brewing Company bekannt wurde.

## Biographie
Gretz emigrierte 1868 in die USA und ließ sich zunächst in Boston nieder. 1880 zog er nach Philadelphia weiter, wo er eine Anstellung in Louis Bergdolls City Park Brewery fand. Gleichzeitig produzierte und vertrieb er unter seinem eigenen Namen Bier. Bereits 1881 später wurde Gretz Geschäftspartner von Leonard und Frank Reiger, die die seit 1876 ungenutzte Brauerei an der Ecke Germantown Avenue und West Oxford Street übernahmen. Zu dritt leiteten sie die Brauerei unter dem Namen Tivoli Brewery.
Bis zur Jahrhundertwende wurde die Brauerei stets erweitert. 1909 erfolgte die Umbenennung in Reiger & Gretz Brewing Company. Seine Söhne William Jr. und Charles nahmen zu dieser Zeit eine Tätigkeit in der Brauerei auf. Während der Prohibition musste die Brauerei auf die Produktion von alkoholreduziertem Leichtbier umsteigen. Gretz starb 1930. Drei Jahre später erstanden seine Söhne die Anteile der Reiger-Familie und benannten die Brauerei in William Gretz Brewing Company um.
Unter diesem Namen blieb die Gretz-Brauerei noch bis 1958 aktiv, als sie aufgrund steigenden Kosten- und Wettbewerbsdrucks durch landesweit agierende Brauereien wie Anheuser-Busch und Schlitz schließen musste.

## Familie
Über Gretz’ Familie ist nur wenig bekannt. Er hatte zwei Söhne: William Jr. und Charles W. 
Die Gretz-Familie ist noch heute im Biergeschäft tätig. Die Gretz Beer Company agiert als Großhändler für Anheuser-Busch und verschiedene Mikrobrauereien.